# 前奏曲 (フォーレ)

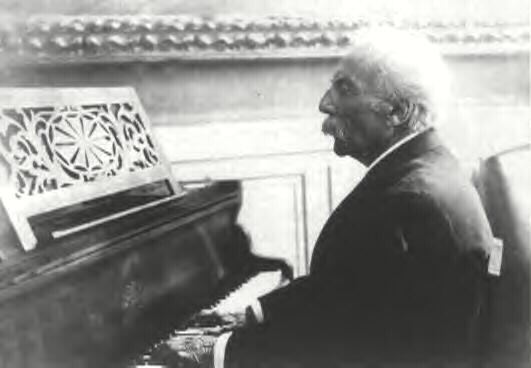
ピアノを弾くガブリエル・フォーレ

前奏曲集（ぜんそうきょくしゅう、フランス語: préludes）または9つの前奏曲作品103は、近代フランスの作曲家ガブリエル・フォーレ（1845年 - 1924年）が作曲したピアノ曲。全9曲からなる。
なお、「前奏曲」と題したフォーレの作品として、このほかピアノのための『前奏曲とフーガ』（作品84-6、1869年作曲）、『前奏曲』ハ長調（作品番号なし、1897年作曲）、オーケストラ作品では『ペレアスとメリザンド』、オペラ『ペネロープ』、悲歌劇『プロメテ』の各前奏曲がある。

## 初演・出版
| 番号  | 調性     | テンポ                 | 作曲時期             | 出版年 |
| ----- | -------- | ---------------------- | -------------------- | ------ |
| 第1番 | 変ニ長調 | Andante molto moderato | 1909年末 - 1910年1月 | 1910年 |
| 第2番 | 嬰ハ短調 | Allegro                | 1909年末 - 1910年1月 | 1910年 |
| 第3番 | ト短調   | Andante                | 1909年末 - 1910年1月 | 1910年 |
| 第4番 | ヘ長調   | Allegretto moderato    | 1910年7月20日完成    | 1911年 |
| 第5番 | ニ短調   | Allegro                | 1910年7月20日完成    | 1911年 |
| 第6番 | 変ホ短調 | Andante                | 1910年7月27日 - 8月  | 1911年 |
| 第7番 | イ長調   | Andante moderato       | 1910年9月5日         | 1911年 |
| 第8番 | ハ短調   | Allegro                | 1910年秋             | 1911年 |
| 第9番 | ホ短調   | Adagio                 | 1910年秋             | 1911年 |

9つの前奏曲のうち、第1番から第3番までは1910年にウージェル（ユジェル）社より出版され、1910年5月17日、独立音楽協会の演奏会でマルグリット・ロンの独奏によって初演された。第4番から第9番までは1911年に出版され、これら9曲を1巻の『前奏曲集』としてまとめたものが1923年に同じくウージェル社から出版された。前奏曲第4番から第9番までの初演については不詳。エリザベト・ド・ラルマン嬢に献呈されている。

## 作曲の経過
フォーレは1905年7月に音楽出版社のアンリ・ウージェルと新たな契約を交わし、1909年1月までに30曲の作品を提供することを約束していた。これにより、フォーレは25年ほど前にアンドレ・メサジェと合作した『ヴィレルヴィルの漁師のミサ曲』を新たに『小ミサ曲』としてまとめ直したのをはじめ、長く離れていたピアノ曲のジャンルにも戻り、即興曲第4番、同第5番、舟歌第7番から第10番まで、夜想曲第9番から第11番まで、そして9つの前奏曲を書き上げている、
とくに1907年から1912年までは、フォーレがギリシア神話の『オデュッセイアー』を題材にとったオペラ『ペネロープ』に取り組んでいた時期であり、オペラ制作のかたわらに手がけられたこれらの作品によって、フォーレの一級のピアノ作品の時代となった。
9つの前奏曲は1909年末から1910年末にかけて1年の間に書き上げられた。
これは、クロード・ドビュッシーが前奏曲集第1巻（全12曲）を作曲していた時期と一致している。
1909年12月26日付フォーレがウージェルに宛てた手紙には「いま、歌曲とピアノ曲の作曲が終了しました。しかし、あと15日間必要です（……）。1月10日まで待っていただけないでしょうか（……）」と記されている。ここで触れられているピアノ曲（複数形）が第1番から第3番までの前奏曲であり、翌1910年1月13日にフォーレは3曲の前奏曲をウージェルに渡した。
1910年は、義父フレミエ（妻マリーの父）の死に直面する重苦しい夏と秋となったものの、この時期にフォーレは構想を拡大し、第4番以降の6曲の前奏曲を作曲した。

### 聴覚障害の進行
フォーレは1902年から聴覚障害に見舞われるようになっており、1910年7月末に前奏曲第6番を完成させたころ、妻マリーに宛てた手紙で次のように嘆いている。
これについて、フォーレの次男フィリップは、「彼の耳には、音階の低い音は三度高く聞こえ、高い音は三度低く聞こえた。」と述べている。1910年の夏を通じて、フォーレは表向きは喉の治療のためとしてドイツの温泉保養地バート・エムスへ療養に出かけたものの、効果はなかった。

## 特徴
フォーレの創作期間はしばしば作曲年代によって第一期（1860年 - 1885年）、第二期（1885年 - 1906年）、第三期（1906年 - 1924年）の三期に分けられており、これによると、前奏曲集は第三期に属する。
フォーレの前奏曲集について、フランスの哲学者ウラジミール・ジャンケレヴィッチは「装飾をそぎ落とした風で瞑想的な9つの作品」と呼んでいる。
前奏曲集の各曲はきわめて多様な様式・作風を示しており、フランスのフォーレ研究家、ジャン＝ミシェル・ネクトゥーは、9つの前奏曲はその多様性ゆえに全曲を通して演奏されるべき作品であると述べている。
またネクトゥーは、フォーレの前奏曲集は様式と書法に応じて3つの種類に分けることが可能であるとし、「夜想曲の観点から響きのよい作品」として第1番、第3番、第7番を挙げ、「練習曲の観点から高度な技巧を必要とする作品」として第2番、第5番、第8番を「レガートのために」、「3連音符のために」、「反復音のために」とそれぞれ呼んでおり、「ポリフォニック（対位法的）な作品」として第4番、第6番、第9番を挙げている。
日本の音楽評論家、美山良夫は、初めから2番目（第2番）と終わりから2番目（第8番）の前奏曲が練習曲風であることに構成の対称性が見られ、第3番から第5番までの3曲には舟歌の書法、様式に近いものが認められると指摘している。また、ニューヨークのモルガン・ライブラリーに所蔵されているフォーレの自筆楽譜の記載によると、第6番ははじめ第5番に置かれる予定だった。後述するように、前奏曲第5番の3連符の主題は第7番に形を変えて現れるため、当初はこの2曲が連続する形だったことになる。さらに、軽快な第8番につづいて静謐で落ち着いた表情を持った第9番が最後に置かれるのは同じ作曲者の『主題と変奏』（作品73）と同じ構成法であり、これらから見て、フォーレが9曲を配列まで含めたひとつのまとまった作品として考えていたことは、ほとんど疑いないとする。
フォーレと同じ時期にドビュッシーが前奏曲第1巻の12曲を書いているが、両者はまったく別の流儀によって作曲されており、ドビュッシーが楽譜の最後にイマージュを喚起する言葉を添えたような作曲意図の手がかりを、フォーレは残していない。
むしろ、簡潔さ、多様性、豊かな表現力といった点において、フォーレの前奏曲集はドビュッシーよりもショパンの前奏曲に近い。
フォーレの前奏曲集は、内容においてはショパンやドビュッシーにも比肩し、フォーレのピアノ曲中でも傑出した作品とされながら、『主題と変奏』のような高い人気は勝ち得ておらず、『クラシック音楽史大系7　ロシアとフランスの音楽』でフォーレの項を担当したロナルド・クライトンは、「24曲あったら成功しただろうか」と述べている。
この点について、『9つの前奏曲』の当初の版には「続く……」という記述があり、フォーレは前奏曲をさらに書き加えて、より大きな曲集を作ることを考えていたのではないかとも推測されている。しかし、それは果たされなかった。

## 各曲について

### 第1番  変ニ長調
瞑想性を湛えた曲で、第7番とともに、フォーレが子供のころ耳にした鐘の音の思い出が表されている。
この曲に使われている変ニ長調は、夜想曲第6番と同じ調性であり、ジャンケレヴィッチやネクトゥーによって、夜の静けさと内面的な抒情性などにおいて夜想曲との関連が指摘されている。

### 第2番 嬰ハ短調
5/4拍子が使用されており、第8番とともにショパンやドビュッシーの『練習曲』を思わせる曲。
ジャンケレヴィッチは「蜂の飛翔」を思わせるとしつつ、その中にも思慮深く落ち着いたものが認められると述べている。

### 第3番 ト短調
舟歌的性格を備える。ネクトゥーは、「奇妙にも非常に近代的な様式の下に主題を中断させている」と述べる。
なお、第3番にはフォーレ自身による自動ピアノへの録音（1913年）がある

### 第4番 ヘ長調
新鮮な響きと斬新な和声を特徴とする。
ほとんど継続的な変ロ音の回避と見せかけの転調によって、旋法的かつ民謡風な明るい旋律が生み出される。ネクトゥーは、調性と旋法性の混じり合った語法について、フォーレの弟子筋に当たるモーリス・ラヴェルの初期の作風との関連を指摘している。
フランスの作曲家ダリウス・ミヨーは前奏曲第4番について、「和声的工夫と用いられている手法の簡潔さにおいてまさに傑作である。」、「この曲の最初のページには、類のない透明感の中に、完成の域に達したフォーレの芸術のすべてが凝縮されているかのようだ。旋律性豊かな対位法と和声が均衡を保つこのような音楽の美しさは、バッハの世界を想起させる。」と絶賛している。
なお、前奏曲第4番は、『マスクとベルガマスク』（1919年初演。現在知られる形は同名の管弦楽組曲作品112）の「メヌエット」に転用されている。
（前奏曲第4番第8小節 - 10小節目）
（『マスクとベルガマスク』から「メヌエット」第13小節 - 17小節目）

### 第5番 ニ短調
リズム上の対立から巻き起こる渦が、やがて怒りとなって爆発する。
対照性に富んだ曲で、舟歌第8番と同じくオペラ『ペネロープ』のユリース（オデュッセウス）を思わせる響きが認められる。
前奏曲第5番のニ短調は、フォーレ作品では『レクイエム』や『ペレアスとメリザンド』の「アダージョ」などで用いられている調性であり、ジャンケレヴィッチはとりわけ『レクイエム』の「リベラ・メ」の熱情や激しく哀願するような劇的な響きとの関連を指摘している。

### 第6番 変ホ短調
3/2拍子及び4/2拍子で、3声による厳格なオクターヴのカノンが、第5番とは対照的に落ち着いた雰囲気を漂わせる。

### 第7番 イ長調
ためらいと沈痛な雰囲気で始まるが、やがて熱気を帯びた第2主題とともに突然の輝きが訪れる。
8小節目に、前奏曲第5番の3連符の主題が転回形で姿を見せる。
また、前奏曲第1番と同様、フォーレが子供のころ耳にした鐘の音の思い出が表されている。
この第7番について、ネクトゥーは「流れるような響きによって音楽家の資質をいわば理想的に統合した作品。抒情性豊かなポリフォニックな部分が見事に展開されており、また和声面の着想においても比類ない独創性が発揮されている」と述べている。

### 第8番 ハ短調
第2番とともに、ショパンまたはドビュッシーの練習曲を思わせる作品。

### 第9番 ホ短調
第1番に込められた深い夢幻性をさらに凌駕する前奏曲で、目に見えないものの感情を表したものとして、ネクトゥーは「白の世界」と表現している。フォーレの作品中でもこの世界に属するものは少なく、わずかに『シャイロック』の「夜想曲」、歌曲集『幻想の水平線』からの「ディアーヌよ、セレネよ」、『ペレアスとメリザンド』の終わりの部分、ピアノ曲『主題と変奏』、オペラ『ペネロープ』の第1幕、そして弦楽四重奏曲のアンダンテ楽章が挙げられるのみとする。
またネクトゥーは、この曲の表情豊かな対位法について、バッハの平均律クラヴィーア曲集になぞらえている。